# Kwartalnik Muzyczny
Kwartalnik Muzyczny – czasopismo wydawane w Krakowie w latach 1948–1950 (łącznie 8 numerów) będące kontynuacją wydawanego w Warszawie pisma o tym samym tytule założonego w 1911 roku. 
Wydawcą było Polskie Wydawnictwo Muzyczne w Krakowie. Pismo było organem Sekcji Muzykologów przy Związku Kompozytorów Polskich. Funkcję redaktora naczelnego sprawował Adolf Chybiński, a w skład komitetu redakcyjnego wchodzili J. Chomiński, H. Feicht, Z. Jachimecki, Z. Lissa, S. Łobaczewska, Z. Mycielski, K. Sikorski, M. Sobieski. Na łamach kwartalnika ukazywały się rozprawy i recenzje z dziedziny historii muzyki, a także referaty ze zjazdów i konferencji. Numery 26-27 oraz 28 z roku 1948 poświęcono Fryderykowi Chopinowi. Do pisma dołączano arkusze Słownika muzyków dawnej Polski. Nakład pisma sięgał 1500 egzemplarzy.